# Hépatome
Un hépatome est une tumeur primitive du foie qui peut être bénigne ou maligne. Elle se développe à la place des cellules du parenchyme. Ces cellules ont une capacité de sécrétion hormonale.
Les oncologues distinguent plusieurs types d'hépatomes : entre autres l'adénome solitaire bénin de Cathala, l'adénocarcinome hépatique, le carcinome hépatocellulaire et l'hépatome fibro-lamellaire.